# معليا
معليا هي قرية تقع في منطقة الجليل، وتقع إداريًا في المنطقة الشمالية شمال إسرائيل، وتقع بالقرب من بلدة ترشيحا، كل ساكنيها عرب ينتمون إلى الطائفة الكاثوليكية. أعلن تأسيس مجلسها المحلي عام 1957. تعتبر القلعة الصليبية في القرية مركز القرية وتسمى ب«قلعة الملك». سكانها ينتمون إلى المسيحية على مذهب الروم الملكيين الكاثوليك.

## تاريخها
أول ظهور للقرية كان اثناء العصر البرونزي. بدأت عملية بناء القرية ببناء «قلعة الملك» في بداية القرن الثاني عشر على يد «بلدوين الثالث» من المملكة الصليبية في القدس. تأسست القلعة لحماية الطريق من عكا إلى دمشق التي تمر بمعليا. خلال القرن الثاني عشر أصبحت معليا عاصمة الجليل. في عام 1220 بيعت القلعة لـ«فرسان تيوتون» وتضاءلت أهميتها مع إنشاء قلعة المنتفورت في مكان قريب. في 1265 استعيدت القلعة على يد السلطان المملوكي «الظاهر بيبرس». بعد ذلك بدأ المسلمون يستقرون هناك.
في عهد الدولة العثمانية، وفي عام 1596 كان في القرية 15 عائلة من المسلمين وعائلتان مسيحيتان في القرية. في القرن الثامن عشر، بدل الأمير ظاهر العمر سكان القرية فأحضر إليها من لبنان وسوريا مسيحيين أمَّا المسلمين المقيمين في معليا فنقلوا إلى ترشيحا. بدأ المسيحيون ترميم الحصن واستقروا فيه. مع مرور الوقت اخذت القرية تمتد باتجاه الغرب. في مسح صندوق استكشاف فلسطين لعام 1881، وصفت معليا بأنها قرية مع كنيسة كبيرة مبنية بالحجارة وبقايا المسجد حيث عاش فيه 450 من المسيحيين وتحيط به بساتين الزيتون والأراضي الزراعية.
في عهد الانتداب البريطاني كانت القرية تنتمي لمحافظة عكا. وفقا لدراسة في عام 1945 «قرى في إسرائيل»، سكن الأراضي الزراعية حوالي 900 شخص. مصدر الرزق الرئيسي في القرية حتى سنوات ال 60 كانت تنمو أشجار الزيتون والتبغ.
في صيف 1979 كان في معليا اشتباكات عنيفة مع رجال الشرطة الذين كانوا يحرسون مطل «هيلا»، مدعيا أن المرصد يجري بناؤه على أرض مملوكة من قبل العرب، أو إنشاء مرصد سيضر مستقبل التنمية في معليا. ومن أهم شخصيات معليا المفكر الياس شوفاني وعضو الكنيست مسعد قسيس.

## السكان
يبلغ عدد سكان قرية معليا 3267 نسمة، منهم 1629 من الذكور و1638من الإناث. الغالبية العظمى منهم يتبعون للديانة المسيحية بنسبة 99.8 بالمائة.
يوجد في معليا مجلس محلي تأسس عام 1975 ويضم 9 اعضاء. كما يوجد فيها مدرستين، احداها مدرسة اعدادية والأُخرى ثانوية، حيث تضم المدرستان 750 طالب وتبلغ نسبة الطلاب الحاصلين على شهادة البجروت فيها 75 بالمائة وفقا لدائرة الإحصاء المركزية لعام 2021. وتتواجد قرية معليا بالدرجة السابعة (7) في السلم الاجتماعي الاقتصادي في الدولة.